# Autorytet (album)
Autorytet – pierwszy album studyjny polskiego rapera Filipa Rakowskiego występującego pod pseudonimem Funky Filon. Wydawnictwo ukazało się w sierpniu 2000 roku nakładem BMG Poland. Pierwszym singlem z płyty była piosenka „Oda do Żoliborza”, kolejnym „Przesilenie”, która dotarła do 64. miejsca Szczecińskiej Listy Przebojów Polskiego Radia.
Album uzyskał nominację do nagrody polskiego przemysłu fonograficznego Fryderyka w kategorii „najlepszy album rap/hip-hop”.

## Lista utworów
Opracowano na podstawie materiału źródłowego.
1. „Prolog”
2. „Nie ma to tamto”
3. „Notariusz B.M.G.”
4. „Łącznik 1”
5. „Posłuchaj, a potem się śmiej”
6. „Łącznik 2”
7. „Słowo na niedzielę”
8. „Prosto z miasta nad Wisłą”
9. „A cappella”
10. „Te niewinne i przebiegłe”
11. „Taxi skit”
12. „Przerywnik”
13. „Czym jest przemijanie”
14. „I anioł zstąpił”
15. „Oda do Żoliborza”
16. „Łącznik tematyczny”
17. „Autorytet”
18. „Preludium”
19. „Przesilenie”
20. „Wariacja”
21. „Hiphopolo”
22. „Ostatni przystanek”